# Yorii, Saitama
Yorii (寄居町, Yorii-machi) este un oraș din prefectura Saitama, Japonia. La 1 martie 2021, orașul avea o populație estimată de 32.851 de locuitori în 14.689 de gospodării și o densitate a populației de 510 persoane pe km². Suprafața totală a orașului este de 64,25 kilometri pătrați.